# Ousse-Suzan
Ousse-Suzan è un comune francese di 250 abitanti situato nel dipartimento delle Landes nella regione della Nuova Aquitania.

## Società

### Evoluzione demografica
Abitanti censiti